# Barbus chiumbeensis
Barbus chiumbeensis е вид лъчеперка от семейство Шаранови (Cyprinidae). Видът не е застрашен от изчезване.

## Разпространение
Разпространен е в Ангола и Демократична република Конго.

## Описание
На дължина достигат до 8 cm.